# مشروع سهول مادبا
مشروع سهول مادبا: (بالإنجليزية: Madaba Plains Project) هو مشروع تعاوني بدأ في عام 1968 كتعاون بين جامعة أندروز وجامعة لاسيرا للتنقيب في مواقع حسبان والعمايري وجلول. يقدم موقع “جلول، جزء من مشروع سهول مادبا” 16 موسمًا من الحفريات الأثرية (1992-2016) التي أجرتها جامعة أندروز في تل جلول في محافظة عمان مع نظرات عامة وصور .

## تأسيس المشروع
أسس مشروع سهول مادبا، أو MPP، مجموعة من المحاربين القدامى من بعثة هشبون لمواصلة البحث الأثري والحفريات في التلال والسهول بين عمان ومادبا. يتميز هذا المشروع بطول عمره وتأثيره على الآثار في الأردن. شارك أكثر من 2000 طالب ومتطوع وأستاذ في مشاريع، مشروع سهول مادبا على مدى الخمسين عامًا الماضية ويعتبر مشروع سهول مادبا أطول مشروع أثري مستمر في الأردن.

## الأعضاء المؤسسون والمؤسسات الراعية
تم تنظيم الشراكة بين 1980 و1981 في جامعة أندروز خلال ورشة عمل لمدة عام كامل برعاية الوقف الوطني للعلوم الإنسانية:(بالإنجليزية: National Endowment for the Humanities) لتخطيط سلسلة نشر نهائية لبعثة هشبون. كان المؤسسون الأولون للمجموعة هم لاورينس جيراتي وأويستين لابيانكا و لاري هرّ. بدأ الثلاثة وأداروا أول مشروع لـمشروع سهول مادبا خارج تل حسبان وتل العميري، جنوب عمان. انضم دوغلاس كلارك إلى فريق القيادة في عام 1982 ، وأصبحت كلية والا والا (بالإنجليزية: Walla Walla) مؤسسة راعية للعمل في تل العميري.
انضم راندال يونكر إلى المشروع في عام 1990 ووسع مشروع سهول مادبا ليشمل حفريات في تل جلول، شرق مادبا. أصبح لاري جيراتي رئيسًا لجامعة لا سيرا (بالإنجليزية: La Sierra University) في عام 1993 ، وانضمت الجامعة إلى أندروز و والا والا كراعٍ مؤسسي لمشروع سهول مادبا.

## تركيز البحث
كان تشكيل مشروع سهول مادبا تطورًا كبيرًا في جداول أعمال البحث لمحاربي قدامى من بعثة هشبون. بينما كانت بعثة هشبون السابقة تسعى في المقام الأول إلى توسيع المعرفة بالفترات الكتابية والكلاسيكية، استهدف مشروع سهول مادبا فهم السجلات الأثرية الإسلامية والحديثة أيضًا. سمح اختيار تل العميري وتل جلول للعمل الأثري للفرق بالعمل في سياقات العصور البرونزية والحديدية التي كانوا مستعدين لها أكاديميًا.

## تل العميري وتل جلول
أثبت تل العميري أنه موقع منتج للغاية، حيث وسّع فهم العصور البرونزية والحديدية في الأردن بشكل كبير. وجدت الحفريات اللاحقة في تل جلول موقعًا من العصر الحديدي مع طبقة إسلامية وعثمانية متأخرة ملحوظة.

## الاستمرار في الحفر في تل حسبان
استؤنفت الاستكشافات في تل حسبان تحت مظلة مشروع سهول مادبا في عام 1996. قامت البعثة الجديدة بتحويل التركيز إلى فترات “الاستيطان ذات الكثافة المنخفضة” ، باستخدام العصر العثماني (1600-1900 م) كنافذة على هذه الفترات. قامت أبحاث بيثاني ووكر أيضًا بالتوسع في التاريخ والثقافة المادية الإسلامية المبكرة والمتوسطة المعروفة بشكل سيئ.
كان لإرث بعثة هشبون الأصلية تأثير كبير على المشاريع تحت مظلة مشروع سهول مادبا. ظل العديد من فريق القيادة مع المشروع لعقود. استمر المشروع في توحيد تقنيات الحفر وتسجيل البيانات وكان في طليعة اعتماد التقنيات الجديدة، بما في ذلك رادار اختراق الأرض والتصوير الفوتوغرافي والتصوير بمساعدة طائرات بدون طيار.

## مسح هنترلاند Hinterland
تم تحقيق مستوى جديد من المقارنة الإحصائية للمناطق الخلفية لـتل حسبان وتل العميري وتل جلول من خلال إكمال مسح مربع عشوائي في المنطقة ضمن 5 كم من الموقع - جميع النتائج المسجلة باستخدام برنامج Arch-Info GIS.

## علم الآثار العرقية والأثريات المجتمعية
كانت الاثنوأثرولوجيا (علم الآثار العرقية) أولوية ثابتة لـمشروع سهول مادبا، لا سيما في تل حسبان. كما ساهم المشروع بشكل كبير في تطوير الأثريات المجتمعية ، والعمل مع المجتمع المحلي تحت إشراف ماريا إيلينا رونزا لتطوير منطقة حسبان كحديقة أثرية.

## المنشورات
بالإضافة إلى التقارير الأولية المنتظمة في مختلف المجلات ، تم نشر التقارير النهائية بشكل مستمر على أساس التقارير عن النتائج من حسبان وتل العميري. تم إصدار ما مجموعه 20 مجلدًا حتى الآن.